# Евклід Мегарський
Евклід Мегарський (грец. Ευκλείδης ο Μεγαρικός) — засновник мегарської школи, учень Сократа, вчитель Евбуліда і, можливо, Стільпона та Пасікла.

## Погляди та послідовники
Походив із міста Мегари. Загалом життя його маловідоме. Евклід скористався вченням елеатів для розвитку сократівської діалектики. Школа його процвітала до середини 3 століття до н. е. Вчення Евкліда дійшло до нас лише в уривчастих вказівках давньогрецьких письменників, з яких головна знаходиться в діалозі Платона «Софіст». Хоча Платон прямо і не називає мегарської школи, але, очевидно, має на увазі саме її. Основне положення мегарської школи полягало в тому, що сприйняття дає людині тільки знання про те, що є і змінюється, і лише мислення в змозі пізнати справжнє буття, вічне і незмінне. У цьому пункті Евклід абсолютно згоден з Платоном. Вічне буття пізнається в поняттях, тому тільки про них можна сказати, що вони насправді існують.
Розходяться мегарці з Платоном в тому, що останній розглядав ідеї як прототипи речей, тобто дивився на них як на рушійні сили, мегарці ж усували всяку зміну (дія і страждання) зі світу істинно сущого і стверджували, що тільки дійсне можливе: інакше кажучи, здатність діяти існує тільки в самій дії. Те, що можливе, але не дійсне, одночасно й існувало б, і не існувало, а це неможливо. Вищим і найцінніший об'єктом знання є благо, якому Евклід приписує всі ознаки буття, тому він стояв за єдність чеснот і заперечував реальність зла. Свої погляди мегарці доводили негативним, діалектичним шляхом; улюбленим прийомом Евкліда була deductio ad absurdum, чим і пояснюється, що мегарської школа в подальшому своєму розвитку виродилася в еристику, для якої цінна не стільки суть справи, скільки доказ неправоти опонента.
У цьому напрямку особливо відрізнявся Евбулід, якому Діоген Лаертський приписує сім софізмів. Дещо більше значення мають докази Діодора Крона, знаменитого діалектика мегарської школи, проти руху і можливості. Діодор в істотному повторює думки Зенона Елейського. Особливої слави набув доказ Діодора проти можливості. Епіктет його зображує так: «Із можливого не може виникнути неможливе. Однак неможливо, щоб щось минуле було іншим, ніж воно було в дійсності, якщо ж це було можливим в будь-якій попередній момент часу, то щось неможливе виникло з можливого. Але воно ніколи не було можливим, отже, взагалі неможливо, щоб щось відбувалося інакшим чином, ніж воно насправді відбувається».
Найвідомішим представником мегарської школи був Стільпон, що зумів захопити всю Грецію; в етичних поглядах він слідував за кініками і проголосив апатію вищим благом. Абстрактне і бідне вчення мегарської школи не давало можливості подальшого розвитку, тому вона частково увійшла до складу інших шкіл, частиною ж виродилася в еристику.